# (173117) Promaque
(173117) Promaque, désignation internationale (173117) Promachus, est un astéroïde troyen jovien.

## Description
(173117) Promaque est un astéroïde troyen jovien, camp grec, c'est-à-dire situé au point de Lagrange L4 du système Soleil-Jupiter. Il présente une orbite caractérisée par un demi-grand axe de 5,164 UA, une excentricité de 0,121 et une inclinaison de 7,8° par rapport à l'écliptique.
Il est nommé en référence au personnage de la mythologie grecque Promaque, acteur du conflit légendaire de la guerre de Troie.

## Compléments